# Paràbola (al·legoria)
Una paràbola és una al·legoria que conté un ensenyament moral. La veu ve del llatí parabŏla i aquesta del grec παραβολή (que significa 'comparació'), i designa una forma literària consistent en un relat figurat, del qual, per analogia o semblança, es deriva un ensenyament relatiu a un tema que no és l'explícit. La paràbola té una finalitat didàctica i en podem trobar un exemple en els evangelis cristians, on Jesús utilitza diverses paràboles per ensenyar al poble.

## Característiques

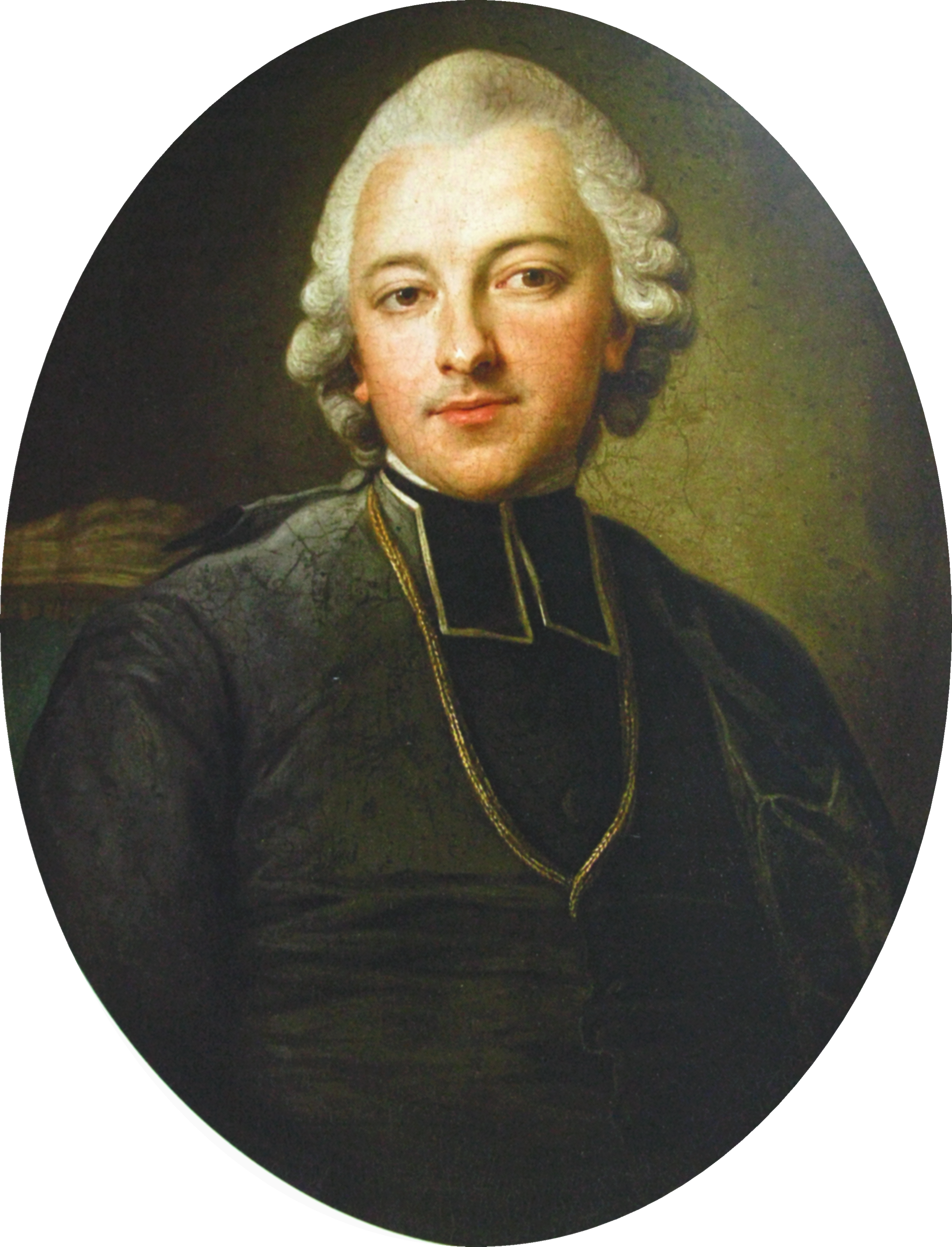
Ignacy Krasicki

El terme "paràbola" prové del nom donat pels retòrics grecs a tota il·lustració fictícia en la forma d'una breu narrativa. Més endavant va passar a conèixer-se com a narrativa fictícia, al·ludint generalment a alguna cosa que pot ocórrer de manera natural, i per a la qual calen assumptes morals o espirituals.
Entre alguns exemples de paràbola trobem L'home cec i el coix, El rei i els escrivans, i El borratxo d'Ignacy Krasicki.
Una paràbola és una de les formes més simples de la narrativa. Evoca un ambient i descriu una acció i els seus resultats. Sovint involucra un personatge que s'enfronta a un dilema moral, o fa una acció qüestionable, per després sofrir-ne les conseqüències. Moltes històries tradicionals poden ser interpretades com a paràboles.
La paràbola prototípica difereix de l'apòleg en el fet que és una història probable i realista —té lloc en algun ambient familiar de la vida. Molts contes de fades poden ser considerats com a paràboles desenvolupades, excepte pel seu entorn màgic.

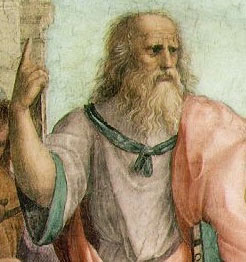
Plató, segons Rafael

Igual que la rondalla, la paràbola sol narrar una acció simple, singular i consistent, sense detalls estranys ni circumstàncies que comportin distracció. En La República de Plató, les paràboles, com les que al·ludeixen a "les ombres a la caverna", engloben un argument abstracte en una narrativa més concreta i fàcilment assequible.
En el prefaci a la seva traducció en anglès de les Faules d'Isop, George Fyler Townsend va definir "paràbola" com "l'ús designat del llenguatge amb el propòsit intencionat de convenir un significat ocult i secret, més que no pas el que contenen les paraules en si mateixes, i que pot o no portar una referència especial a l'oïdor o al lector."
Una paràbola és com una metàfora que ha estat desenvolupada per conformar una ficció breu i coherent. A diferència de la situació que es presenta amb un símil, el significat paral·lel de la paràbola és silenciós i implícit, encara que no secret de forma ordinària.
Si bé les paràboles sovint tenen un missatge implícit prescriptiu clar, suggerint com s'ha de comportar o què ha de creure una persona, moltes paràboles simplement exploren un concepte des d'un punt de vista neutral. Lluny de proveir una guia i donar suggeriments de l'acció correcta en la vida, les paràboles ofereixen un llenguatge metafòric que permet a la gent discutir més fàcilment sobre idees difícils o complexes.
La paràbola i l'al·legoria solen ser tractades com a sinònims, però van ser ben diferenciades per H. W. Fowler a Modern English Usage: "L'objecte en cadascuna és il·luminar l'oïdor presentant-li un cas en el qual aparentment no estava interessat, i sobre el qual haurà d'obtenir un judici desinteressat de la seva part". Provoca, en altres paraules, que el lector o oïdor caigui en el compte que la conclusió s'aplica bé també a les seves pròpies preocupacions. La paràbola, no obstant això, és més condensada que l'al·legoria: només aporta un principi, del qual es deduirà una sola moral.

## Història

Representació de la paràbola del fill pròdig

Les paràboles es caracteritzen per l'expressió de conceptes espirituals. La forma més coneguda de paràbola en el cristianisme és la Bíblia, que conté moltes paràboles, a més de les ja familiars paràboles de Jesucrist en el Nou Testament, com la del bon samarità i la del fill pròdig. Dues paràboles de l'Antic Testament són les de l'anyell, narrades per Nathan (Samuel 12:1-9), i la de la dona de Tekoah (Samuel 14:1-13).
També en la Bíblia es troba la Paràbola del serf cruel, que narra la història d'un serf que no està disposat a perdonar els deutes que els seus vassalls mantenien amb ell, però que en canvi sí que esperava que Déu l'eximís dels seus errors. La paràbola apunta, sobretot, que si va ser la voluntat divina la de perdonar el deutor, aquest ha de ser igual de tolerant amb qui cometi el mateix error. Quan el serf castiga els seus vassalls, ordenant-ne l'arrest i l'execució, Déu s'enfureix i multiplica el càstig per "set vegades set".
L'exegesi bíblica medieval tendia a tractar les paràboles de Jesús com a al·legories detallades, amb correspondències simbòliques oposades per a cada element en les narratives breus. Els crítics moderns sostenen aquestes interpretacions com a inadequades i insostenibles.
Recentment, hi ha hagut un interès per la paràbola contemporània, explorant com les històries modernes poden ser concebudes com a paràboles. Una paràbola contemporània de meitat del segle xix és la Paràbola del vidre trencat, que exposa una fal·làcia en el pensament econòmic.

## Paràboles de Jesús
Les paràboles més conegudes són les narrades per Jesús, de les quals es llisten a continuació les que més tradició tenen:
- Paràbola dels treballadors de la vinya
- Paràbola de la dracma perduda
- Paràbola del bon samarità
- Paràbola de la llavor que creix tota sola
- Paràbola de l'ovella perduda
- Paràbola del gra de mostassa
- Paràbola de la perla
- Paràbola del fill pròdig
- Paràbola del banquet de noces
- Paràbola del fariseu i el publicà
- Paràbola dels talents
- Paràbola del tresor amagat
- Paràbola del jutge injust (o del jutge i la vídua)
- Paràbola del llevat
- Paràbola del ric i Llàtzer
- Paràbola del blat i el jull
- Paràbola de les deu verges
- Paràbola dels dos fills
- Paràbola de l'administrador astut
- Paràbola de les dues cases
- Paràbola de la figuera estèril